# Кабраль, Хуан Хосе
Хуан Хосе Кабраль (исп. Juan José Cabral; 19 октября 1946 — 15 мая 1969) — аргентинский студент-медик, убитый полицейскими города Корриентес во время волнений против военного режима, получивших название «коррентинасо» и ставших прелюдией к восстаниям росариасо и кордобасо. Ныне его имя является символом социального активизма для широкого круга левых и демократических студенческих организаций.